# Chinshakiangosaurus
Chinshakiangosaurus is waarschijnlijk een heel basale sauropode dinosauriër. Fossielen komen voor in het onderste deel van de Fengjiahe-formatie (Hettangien, 201.6 tot 196.5 miljoen jaar geleden, Onder-Jura) van Zhonghe (county Yungyin), Dianzhong-bekken, provincie Yunnan, China. De enige soort en eveneens de typesoort van het geslacht Chinshakiangosaurus, is Chinshakiangosaurus chunghoensis Ye vide Dong, 1992.

## Vondst en naamgeving
In 1970 verzamelden Zhao Xijin en zijn team in het onderste gedeelte van de Fengjiahe-formatie in het dorp Fenghe (district Zhonghe, county Yungyin), Dianzhong-bekken, in het centrum van de provincie Yunnan, China, fossielen van sauropodomorphe dinosauriërs. Zhao Xijin is een Chinees paleontoloog, als hoogleraar verbonden aan het Institute of Vertebrate Paleontology and Paleoanthropology (IVPP) te Beijing. Hij is bekend door het benoemen van vele dinosauriërs. De vondsten van Zhonghe bestaan uit één of meerdere gedeeltelijke skeletten, waaronder dat van een twaalf tot dertien meter lang dier dat later door Dong Zhiming tot het holotype (IVPP V14474) uitgeroepen werd. Zhiming beschouwde Chinshakiangosaurus eerst als een geslacht van de familie Melanorosauridae, waarvan hij dacht dat het een groep Prosauropoda was, maar hij had ook al overeenkomsten met Sauropoda bemerkt. Dong Zhiming is een Chinees paleontoloog, eveneens verbonden aan het Institute of Vertebrate Paleontology and Paleoanthropology, en beschreef vele dinosauriërs. In 1975 stelde Yeh Chunhuei voor het holotype de naam Chinshakiangosaurus chunghoensis voor. Chinshakiangosaurus betekent 'hagedis van Chinshakian'. In 1985 voerde Zhao voor hetzelfde specimen een tweede soort in, Chinshakiangosaurus zhonghoensis, waarschijnlijk ten gevolge van verschillen in vertaling van het Chinees naar het Engels. Geen enkele van deze auteurs interpreteerde, beschreef of illustreerde deze fossielen zodat Chinshakiangosaurus chunghoensis en Chinshakiangosaurus zhonghoensis nomina nuda zijn. Later maakte Dong een korte beschrijving van de gedeeltelijke onderkaak, het wervelcentrum en het dijbeen die deel uitmaken van het holotype en beelde de onderkaak af onder de naam Chinshakiangosaurus chunghoensis Ye. Door deze beschrijving werd de officiële naam van het taxon Chinshakiangosaurus chunghoensis Ye vide Dong, 1992. Na de beschrijving door Dong bleef Chinshakiangosaurus voor de meeste paleontologen onopgemerkt, niettegenstaande het een potentieel geldig taxon was. Een studie in 2004 door Upchurch, Barrett en Dodson plaatst Chinshakiangosaurus in de infraorde Sauropoda. Deze auteurs beschouwden het taxon toen als een nomen dubium, maar dit was voorbarig. In 2007 publiceerden Upchurch et al. een uitvoerige beschrijving van het tandbeen en de tanden van het holotype en verklaarden dat Chinshakiangosaurus een geldig geslacht is.

## Geologie
De sedimenten waarin Chinshakiangosaurus chunghoensis gevonden werd bestaan uit purperachtig-rode en grijs-rode gelithificeerde modder of klei (Engels : mudstone), zandsteen en siltsteen. Deze gesteenten werden waarschijnlijk gevormd door afzetting van sedimenten in rivieren en meren. In 1975 stelde Ye voor de Fengjiahe-formatie een Onder-Jura ouderdom voor. Biostratigrafische correlatie op basis van Bivalvia, Ostracoda (Darwinula sp.) en andere aquatische Invertebrata bevestigen deze ouderdom.

## Beschrijving
Gregory S. Paul schat de lichaamslengte van Chinshakiangosaurus op tien meter en het lichaamsgewicht op 3.000 kg. Zoals alle Sauropoda was het dier een grote quadrupedale (viervoetige) herbivoor met een lange nek en een lange staart. Het holotype van Chinshakiangosaurus chunghoensis Ye vide Dong, 1992, bestaat uit het bijna volledige linkertandbeen, minstens één halswervel, ruggenwervels, meerdere voorste staartwervels, beide schouderbladen, een gedeeltelijke bekkengordel en de achterpoten.

### Tandbeen
Van het tandbeen ontbreekt enkel het achterste deel. Het tandbeen werd door verplettering ten gevolge van lithostatische druk licht vervormd. Het is lang en slank en is dorsoventraal (van de rug naar de buik toe) het hoogste aan de achterste rand. In de richting van de symphyse wordt het tandbeen in dorsoventrale hoogte heel geleidelijk scherper. In lateraal aanzicht is de ventrale rand van het tandbeen bijna recht. De dorsale rand is iets concaaf. De rostrale rand is ruw afgerond en vertoont geen duidelijke "kin". Bij Chinshakiangosaurus komt het afgeleide kenmerk van het dorsoventraal vergroot symphysegebied dat kenmerkend is voor de Eusauropoda dus niet voor. Vooraan is het oppervlak van de zijkant van het tandbeen dorsoventraal ietwat convex. Een duidelijke kam bevindt zich achteraan aan de bovenkant van het tandbeen. Deze kam loopt rostroventraal (van de voorkant naar de buikzijde toe) over het tandbeen en wordt geleidelijk kleiner om op ongeveer twee derde van het uiteinde van het been te verdwijnen. Zulke kam is een afgeleid kenmerk dat bij de meeste Prosauropoda voorkomt. Men neemt aan dat het geassocieerd is met het voorkomen van een vlezige wang. Zulke wang zou kunnen belet hebben dat het voedsel uit de mond viel, en het kan erop duiden dat het een zekere mate van orale verwerking onderging voordat het ingeslikt werd. Bij geen enkele sauropode werd zulke wang aangetroffen, maar wel bij de basale sauropodomorphe Anchisaurus. De symphyse is groot en rostrocaudaal (van de voorkant naar de achterkant) verbreed, maar is dorsoventraal het breedst. De omtrek is ietwat ellipsvormig, waarbij de lange as van de ellips caudoventraal (van de achterkant naar de onderzijde toe) verloopt, onder een hoek van ongeveer dertig graden ten opzichte van het verticale vlak. Er is een duidelijke laterale plaat aanwezig die, moest het tandbeen volgroeide tanden bevatten, het basale derde deel van hun labiale oppervlakken zou bedekt hebben. De hoogte van deze plaat neemt vooraan toe en de plaat is het laagste aan de achterkant, zoals bij Eusauropoda. Er zijn aanwijzingen voor de aanwezigheid van kleine platen tussen de tanden die de aanpalende tandkassen (alveolen) in twee delen. Maar deze interdentale platen zijn slecht bewaard. Er zijn negentien tandkassen gepreserveerd, en die vertegenwoordigen waarschijnlijk de volledige tandenrij. Dit aantal bedraagt meer dan bij alle bekende sauropoden, maar minder dan bij Plateosaurus en nauw verwante prosauropoden. Op het einde van de tandenrij zijn de alveolen het kleinst en hun diameter en diepte worden groter in de richting van de symphyse. Tanden die naar de voorkant van de kaak in grootte toenemen is een afgeleid kenmerk dat bij de meeste sauropoden en bij jonge prosauropoden voorkomt. In tegenstelling tot de meeste sauropoden is er bij Chinshakiangosaurus geen open ruimte tussen de eerste tandkas en het voorste uiteinde van het tandbeen. Het tandbeen is in dorsaal aanzicht lateraal gebogen zodat, indien men de symphyse verticaal houdt, men kan bemerken dat de gepaarde onderkaken samen een relatief brede 'U' zouden gevormd hebben. Dit wijst erop dat de schedel van Chinshakiangosaurus niet de driehoekige snuit had die bij prosauropoden, theropoden en basale Ornithischia voorkomt, maar een U-vormige, brede snuit, wat kenmerkend is voor sauropoden.
Het tandbeen toont een unieke combinatie van kenmerken omdat Chinshakiangosaurus het enige taxon is waarbij over het lateraal oppervlak van dit been een overlangse kam loopt van het centrale naar het achterste deel en het enige taxon waarbij het tandbeen een laterale plaat draagt die de tandkronen labiaal ondersteunt. In 2004 werd Chinshakiangosaurus door Upchurch, Barrett & Dodson onterecht als een nomen dubium beschouwd, onterecht gezien de unieke combinatie van eigenschappen van het taxon en de mogelijke omkeringen van autapomorfe eigenschappen geobserveerd in het tandbeen van het holotype.

### Tanden
De alveolen 1, 2, 3, 5, 7, 8 en 19 bevatten niet-uitgekomen tanden. Verder is er één tandwortel waarvan de kroon afgesleten is en twee gedeeltelijk uitgekomen tanden, alveolen 9 en 14, die aan de top beschadigd zijn. Niettegenstaande geen van deze tanden volledig zichtbaar is, kan men uit verscheidene toch bepaalde kenmerken afleiden. Gebaseerd op de grootte van de alveolen worden de tanden naar de voorkant van de kaken toe groter, wat een sauropode kenmerk is. De tanden zijn mesiodistaal (in voorachterwaartse richting) breed, maar ten opzichte van de tandwortel lijken ze niet sterk verbreed te zijn. De tanden zijn dus eerder lancetvormig, zoals bij de meeste prosauropoden, dan sterk spatelvormig, zoals bij sauropoden. De tandkronen lijken veel knobbels gehad te hebben die minstens het bovenste derde van de tandkronen bekleedden. Het tandglazuur is geplooid en netvormig zoals bij eusauropoden. Dwarsdoorsneden door de gedeeltelijk uitgekomen tanden laten zien dat de tandkronen labiolinguaal (van de lippen naar de tong toe, dus transversaal of overdwars) samengedrukt zijn. De labiale kant (de kant van de lippen) van de tandkroon is mesiodistaal convex en het achterste deel heeft een overlangse groef. Het achterste deel van de linguale zijde (de kant van de tong) van de tandkroon is mesiodistaal convex, maar het middelste deel heeft een brede overlangse groeve. Deze is mogelijk homoloog aan de opvallende linguale uitholling van de tanden van eusauropoden. De tandwortel is bijna cirkelvormig in doorsnede. De tanden zijn te slecht gepreserveerd om te achterhalen of ze elkaar raakten en/of een elkaar overlappende rangschikking vormden.

## Fylogenie

Kladogram met de verwantschappen van basale Sauropodomorpha. Het is het resultaat van de invoering van de eigenschappen van Chinshakiangosaurus chunghoensis in de kladistische datamatrix van
Yates & Kitching (2003). Blikanasaurus werd a posteriori weggelaten met als doel de fylogenetische verwantschappen tussen basale sauropoda te verduidelijken.

Het bewaard blijven van een onderkaak en geassocieerde tanden bij Chinshakiangosaurus levert een belangrijk inzicht in de vroege ontwikkeling van de sauropode schedel. De onderkaak toont een ongewone combinatie van prosauropode en sauropode eigenschappen.
De eigenschappen van het taxon werden ingebracht in twee van de meest recente en grootste kladistische gegevensbanken ('datamatrix') m.b.t. Sauropodomorpha. Door de fragmentarische kennis van Chinshakiangosaurus kon slechts een beperkt percentage aan eigenschappen ingebracht worden, nl. 8,4 % in de datamatrix van Yates & Kitching (2003) en 9,4 % in die van Galton & Upchurch (2004). De resultaten van de analyses sloten in beide gevallen volledig aan met de bevindingen van de auteurs in hun onderzoek.
Nadat de eigenschappen van Chinshakiangosaurus in de datamatrix van Galton & Upchurch ingevoerd waren, was deze gewijzigde matrix samengesteld uit 137 osteologische kenmerken voor 24 outgroup-sauropodomorphen en één ingroup, de hypothetische voorvader. Outgroups worden gevormd door een zustergroep of door andere nauwe verwanten van de taxa die het onderwerp van onderzoek vormen. De kenmerken waarin deze outgroup overeenkomt met de te onderzoeken taxa kunnen in principe als 'oorspronkelijk' beschouwd worden. De kladistische analyse op basis van Galton & Upchurch plaatst Chinshakiangosaurus aan de basis van de infraorde Sauropoda tezamen met Blikanasaurus. Maar deze positie is niet sterk onderbouwd omdat van Chinshakiangosaurus door het beperkte aantal fossielen te weinig eigenschappen konden afgeleid worden om in kladistische analyses in te voeren, en omdat de positie van Blikanasaurus door nóg fragmentarischer materiaal ook instabiel is. Van Blikanasaurus beschikken we slechts over het achterste deel van een linkerachterpoot. De resultaten van de invoer van de eigenschappen van Chinshakiangosaurus in de datamatrix van Galton & Upchurch tonen aan dat de plaatsing van dit taxon binnen de klade Prosauropoda statistisch een niet aanzienlijk slechtere verklaring van de gegevens is dan haar plaatsing binnen de basale Sauropoda.
Nadat de eigenschappen van Chinshakiangosaurus in de datamatrix van Yates & Kitching ingevoerd waren, was deze gewijzigde matrix samengesteld uit 212 osteologische kenmerken voor 20 ingroup-sauropodomorphen en twee outgroups (het geslacht Herrerasaurus en klade Neotheropoda). De kladistische analyse op basis van Yates & Kitching plaatst Chinshakiangosaurus basaal in de infraorde Sauropoda, onder de geslachten Isanosaurus, Kotasaurus, Vulcanodon, Shunosaurus, Barapasaurus, Omeisaurus en de klade Neosauropoda en boven de geslachten Anchisaurus, Melanorosaurus en Antetonitrus. Maar deze positie is weerom niet sterk onderbouwd wegens de schaarse resten van Chinshakiangosaurus en vele van de geslachten die dicht bij dit taxon binnen de basale Sauropoda een cluster vormen. waardoor ook de fylogenetische verwantschappen tussen Chinshakiangosaurus, Blikanasaurus, Antetonitrus en een klade met hoger ontwikkelde sauropoden niet kunnen aangetoond worden. Indien bv. Blikanasaurus uit de analyse geschrapt zou worden, dan is de positie van Chinshakiangosaurus sterker onderbouwd en worden de verwantschappen met Antetonitrus en hoger ontwikkelde sauropoden volledig duidelijk. De resultaten van de invoer van de eigenschappen van Chinshakiangosaurus in de datamatrix van Yates & Kitching tonen aan dat de plaatsing van dit taxon binnen de Prosauropoda statistisch een aanzienlijk slechtere verklaring van de gegevens is dan haar plaatsing binnen de basale Sauropoda.
De datamatrixen van zowel Yates & Kitching als van Galton & Upchurch geven na modificatie ten gevolge van de invoer van de eigenschappen van Chinshakiangosaurus hetzelfde resultaat, nl. een fylogenetische positie basaal in de infraorde Sauropoda, ondanks de fragmentarische resten. Volgens dezelfde auteurs heeft Chinshakiangosaurus de volgende synapomorfieën met andere sauropoden gemeen: 1) Het linguale oppervlak van alle tandkronen is concaaf. Dit kenmerk werd in 1995 door Upchurch als een synapomorfie geëvalueerd binnen de klade Eusauropoda, 2) Geplooid tandglazuur. Dit kenmerk werd voor het eerst in 1998 door Wilson & Sereno als een synapomorfie geëvalueerd binnen de klade Eusauropoda. Omdat deze eigenschap ook bij Anchisaurus aangetroffen werd, een taxon dat volgens Galton & Upchurch een prosauropode zou kunnen zijn of de meest basale van alle bekende sauropoden, is dit kenmerk ietwat problematisch. Geplooid tandglazuur is een afgeleid kenmerk dat enkel bij échte sauropoden en Anchisaurus bekend is, 3) Een laterale beenplaat die de basale gedeelten van de tandkronen labiaal steunt. Dit sauropode kenmerk werd voor het eerst in 1995 door Upchurch als een synapomorfie geëvalueerd binnen de klade Eusauropoda, 4) Een groeve op het labiale oppervlak van de tandkroon, vlak bij de achterste rand. Upchurch constateerde het voorkomen van twee labiale groeven, één vlak bij de achterste rand en één vlak bij de middelste rand van de tandkroon, en evalueerde dit als een synapomorfie binnen de klade Eusauropoda, 5) De in dorsaal profiel U-vormige snuit. Dit kenmerk werd voor het eerst in 1998 door Upchurch als een synapomorfie herkend binnen de klade Eusauropoda, 6) In lateraal aanzicht is de bovenste kant van het dijbeen recht. Volgens Galton & Upchurch verenigt dit afgeleide kenmerk Chinshakiangosaurus met andere sauropoden. Door de schaarste aan fossielen van Chinshakiangosaurus is het raadzaam de fylogenetische verwantschappen van dit taxon met voorzichtigheid te evalueren. Desondanks wijst het beschikbare en meest geschikte bewijsmateriaal erop dat Chinshakiangosaurus waarschijnlijk een heel basale sauropode is.
Chinshakiangosaurus toont aan dat basale sauropoden een vlezige wang hadden en een laterale kam op het tandbeen om deze te ondersteunen. Deze eigenschap is belangrijk omdat deze laterale kam gebruikt werd als een van de synapomorfen die de monofyletische Prosauropoda verenigd. De nieuwe gegevens met betrekking tot Chinshakiangosaurus en de herevaluatie in 2003 door Yates & Kitching en in 2004 door Yates van Anchisaurus als een basale sauropode, tonen aan dat de laterale kam waarschijnlijk een sauropodomorphe synapomorfie is die de monofylie van de Prosauropoda ondermijnt (sensu Galton & Upchurch, 2004). De vlezige wang van basale sauropoden ging bij eusauropoden (hoger ontwikkelde sauropoden) verloren. De fylogenetische verspreiding van deze eigenschap, gecombineerd met andere voedselgerelateerde eigenschappen zoals onder meer kaakstructuur en lichaamsomvang, suggereert dat de vroegste sauropoden een belangrijke evolutionaire overgang doormaakten tijdens de verandering van kleine voedselselectieve omnivore/herbivore soorten naar grote soorten die een lang darmkanaal hadden om grote hoeveelheden lover van mindere kwaliteit te verwerken.